# SkyTrain (Ванкувер)
SkyTrain — система лёгкого метро в Ванкувере (Канада). Поезда управляются в автоматическом режиме (без машинистов).
Система включает в себя три линии, в которые входят 47 станций. Линия Экспо (Expo line) была построена к Всемирной выставке 1986 года, линия Миллениум (Millennium line) была открыта в 2002 и линия Канада (Canada line) в 2009 во время подготовки к Зимним Олимпийским играм 2010. Также в систему SkyTrain входит метромост SkyBridge, введенный в эксплуатацию в 1990 году. На 2005 год этот мост был самым длинным вантовым мостом, используемым только метрополитеном[уточнить].
Три линии имеют общую конечную «Уотерфронт» (Waterfront) на берегу океана, на северо-западе центра города. Участок «Уотерфронт» — «Коламбия» используется линиями Экспо и Миллениум совместно. Линия Экспо проходит до пригорода Суррей. Линия Миллениум — самопересекающаяся с пересечением на станции «Коммершл-Бродвей» (Commercial-Broadway). Помимо Суррея, линии также проходят через города Бёрнаби и Нью-Вестминстер. Линия Канада направлена с севера на юг. На станции «Бриджпорт» (Bridgeport) линия разветвляется — одна ветвь в аэропорт, другая в центр пригорода Ричмонд.
Маршруты линий проложены преимущественно на наземных эстакадах. Подземных участков два: северная часть линий Экспо и Миллениум (станции «Бёррард» и «Гренвилл») и северная часть линии Канада (от станции «Уотерфронт» до станции «Лангара — 49-я авеню»).
Рекордный пассажиропоток был зарегистрирован во время Олимпийских игр, когда системой пользовались в среднем 622 тысячи пассажира ежедневно на протяжении 17-дневных игр.

## Пользование SkyTrain

### График работы
В будние дни поезда начинают движение в 5 часов утра и заканчивают в час ночи. Интервал между поездами колеблется от двух минут на самых загруженных участках в часы пик до 20 минут поздней ночью на отдалённых участках.
|           |           |          |          |                 |
| Категория | Одна зона | Две зоны | Три зоны | Зона «Аэропорт» |
| Взрослый  | $2.75     | $4.00    | $5.50    | +$5.00          |
| Льгота    | $1.75     | $2.75    | $3.75    | +$5.00          |

### Оплата проезда
Метро Ванкувера входит в единую систему городского общественного транспорта и управляется компанией TransLink, которая также обслуживает автобусы, паромы и пригородные поезда. Благодаря этому в Ванкувере на все виды общественного транспорта действует единый билет. Вся сеть SkyTrain разделена на три географических зоны, а сумма оплаты проезда зависит от того, сколько границ между зонами пересечёт пассажир за время своей одной поездки (причём поездки после 18:30, на выходные и в праздники приравниваются к поездкам внутри одной зоны независимо от того, сколько зон было посещено на самом деле). Кроме того, при путешествии с одной из трёх станций дополнительной зоны «Аэропорт», располагающейся на острове Морском, взимается дополнительная плата.
Стоимость билетов также разделена на две категории: «взрослый» (adult) и «льгота» (concession). К категории «льгота» относятся дети в возрасте от 5 до 13, школьники от 14 до 19, имеющие специальную социальную карту GoCard, пожилые люди старше 65 лет, а также инвалиды с сопровождающими. Детей до 5 лет разрешается провозить без оплаты.
В настоящее время стоимость билета на одну поездку в категории «взрослый» в пределах одной зоны равна 2.75 канадских доллара.
Билет продают автоматические терминалы на входах станций. Доступны к приобретению и использованию также несколько видов проездных, по которым стоимость одной поездки значительно снижается.
Изначально яркой особенностью SkyTrain было отсутствие системы контроля доступа пассажиров к поездам по билетам — на станциях отсутствовали турникеты. Единственной мерой контроля являлась выборочная проверка наличия билетов у пассажиров иногда совершающими обход вагонов контролёрами. 
Как-то компенсировать потери от безбилетников предназначен самый высокий в Канаде штраф за безбилетный проезд в 173$.
С августа 2015 года вход к поездам осуществляется через турникеты, а оплата производится бесконтактной смарт-картой Compass card.   
| Линия           | Дата открытия                   | Длина маршрута | Количество станций | Конечная станция   | Конечная станция     | Время в пути | Частота движения поездов | Частота движения поездов | Частота на пересадках | Частота на пересадках |
| Линия           | Дата открытия                   | Длина маршрута | Количество станций | Конечная станция   | Конечная станция     | Время в пути | В час пик                | Вне часа пик             | В час пик             | Вне часа пик          |
| --------------- | ------------------------------- | -------------- | ------------------ | ------------------ | -------------------- | ------------ | ------------------------ | ------------------------ | --------------------- | --------------------- |
| Expo Line       | 1985                            | 28.9 km        | 20                 | Waterfront Station | King George Station  | 39 мин       | 2.7 мин                  | 6-8 мин                  | 1.8 мин               | 3-4 мин               |
| Millennium Line | 2002 (2016 evergreen extension) | 25.5 km        | 17                 | VCC-Clark          | Lafarge Lake–Douglas |              |                          |                          | 1.8 мин               | 3-4 мин               |
| Canada Line     | 2009                            | 14.4 km        | 13                 | Waterfront Station | Richmond-Brighouse   | 25 мин       | 7 мин                    | 7-20 мин                 | 3.5 мин               | 3.5-10 мин            |
| Canada Line     | 2009                            | 15.1 km        | 13                 | Waterfront Station | YVR-Airport          | 25 мин       | 7 мин                    | 7-20 мин                 | 3.5 мин               | 3.5-10 мин            |